# Schāfiʿiten

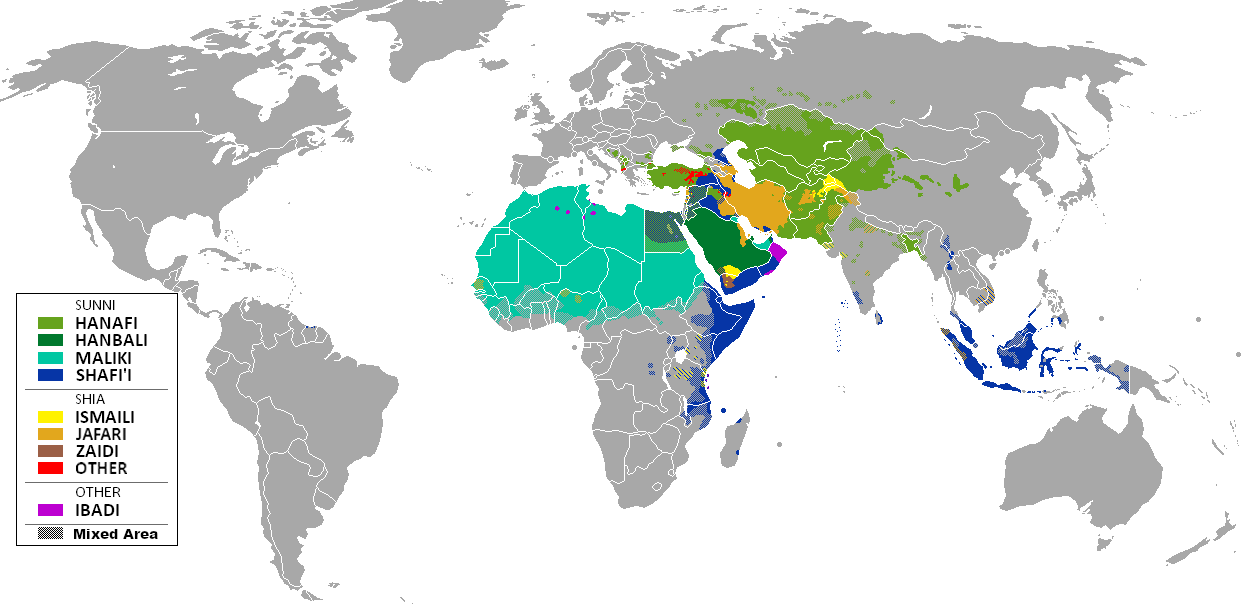
Regionen, in denen Schafiiten die Mehrheit stellen

Die Schafiiten oder Schāfiʿiten (arabisch الشافعية, DMG aš-šāfiʿīya), veraltet Schafeiten, sind Angehörige einer der vier traditionellen Rechtsschulen (Madhahib) des sunnitischen Islams. Die schafiitische Rechtsschule gilt nach den Hanafiten als die zahlenmäßig zweitgrößte der Schulen. Der größte Teil der Schafiiten gilt als Befolger des Ascharismus. Die schafiitische Schule geht auf Muḥammad ibn Idrīs asch-Schāfiʿī zurück.